# Cockfosters (métro de Londres)
Cockfosters est une station de la Piccadilly line du métro de Londres.